# Garrulaxe des Nilgiri
Montecincla cachinnans
Espèce
Statut de conservation UICN

 EN  : En danger
Le Garrulaxe des Nilgiri (Montecincla cachinnans) est une espèce de passereau de la famille des Leiothrichidae.
Son aire s'étend de manière dissoute à travers les Ghats occidentaux.